# Batman: La vendetta di Bane
Batman: La vendetta di Bane (Vengeance of Bane) è una storia a fumetti scritta da Chuck Dixon e disegnata da Graham Nolan (matite), Eduardo Barreto (chine) e Adrienne Roy (colori).
L'albo presenta le origini del personaggio di Bane. Con La spada di Azrael, pone le basi per la saga Knightfall.

## Trama
Caraibi, Repubblica di Santa Prisca. Nel carcere di Peña Duro viene rinchiusa una donna incinta il cui marito, morto, è stato condannato a seguito di un colpo di Stato. Secondo la legge medievale dell'isola, le pene del padre verranno scontate dal nascituro.
Il piccolo cresce in prigione con la madre, ma all'età di sei anni la donna muore, ed il direttore lo relega in mezzo agli altri prigionieri. Durante una rissa, il giovane cade e finisce in coma per trentuno giorni: al suo risveglio appare cambiato, più deciso e crudele; uccide il compagno di cella che l'aveva minacciato, e viene rinchiuso in isolamento per dieci anni, divenendo poi rispettato dagli altri prigionieri per la sua decisione e resistenza.
Tornato tra gli altri incarcerati, Bane si accultura e rinforza il fisico. Rispettato e spietato, quando supera i trenta omicidi tra le mura del carcere viene sottoposto a letali esperimenti riguardo ad uno steroide iniettato direttamente nel cervello. Bane finge di morire, ed il suo corpo viene gettato in mare. Liberatosi, torna in carcere, libera Trogg, Zombie e Bird, tre detenuti che l'avevano aiutato, ed insieme fuggono dall'isola, rifugiandosi a Gotham City, del cui guardiano Bane aveva sentito parlare, e che voleva sfidare e sconfiggere.
I will watch him. Study him. And when I know him and why he does not kill, I will know this city.

Lo osserverò, lo studierò. E quando saprò perché non uccide, conoscerò questa città.

E allora Gotham sarà mia!»
(Bane)

## Edizioni
La storia è originariamente apparsa negli Stati Uniti nel gennaio 1993, ed in Italia su Batman (ed. Glénat) n. 47 (novembre 1994).

## Sequel
La vendetta di Bane ha avuto un seguito nel 1995 con Vengeance of Bane II: The Redemption, albo di 56 pagine realizzato ancora da Chuck Dixon (testi), Graham Nolan (disegni), Eduardo Barreto (chine) e Adrienne Roy (colori).
La copertina, realizzata ancora da Glenn Fabry, presenta Batman in primo piano, con il profilo sinistro di Bane: in La vendetta di Bane è invece Bane in primo piano, con il profilo destro di Batman sullo sfondo.